# 悟渓宗頓
悟渓宗頓（ごけいそうとん、1415年（応永22年） - 1500年10月9日（明応9年9月6日））は、室町時代の臨済宗の僧。大徳寺52世住持、妙心寺11世住持を務め、妙心寺四派の一つである東海派の開祖となった。
尾張国丹羽郡南山名村（現・愛知県丹羽郡扶桑町南山名）に生まれる。出家後、瑞泉寺（愛知県犬山市）で妙心寺四祖の日峰宗舜に師事して本格的な修行に励む。その後愚渓寺（岐阜県可児郡御嵩町）の義天玄承、汾陽寺（岐阜県関市武芸谷）住持の雲谷玄祥、や大樹寺（三重県四日市市市場町）住持の桃隠玄朔の下に参禅した。京都に移ってからは龍安寺の住持で、妙心寺六祖の雪江宗深に就いて印可を得た。宗深から「悟渓」の名を与えられた。
1467年（応仁元年）戦火を避けて瑞泉寺に戻り、臥龍庵に住するようになる。1468年（応仁2年）斎藤妙椿の招きにより、土岐成頼の菩提寺である瑞龍寺（岐阜県岐阜市）を建立した。1471年（文明3年）に大徳寺52世住持となり、1480年（文明12年）に再度大徳寺に住した。1484年（文明16年）には景川宗隆の後任で妙心寺11世住持となり、東海庵の開祖となる。晩年は瑞龍寺に戻り法嗣を育成し、また瑞泉寺に住まい、徳林寺（愛知県丹羽郡大口町）の開祖となった。1497年（明応6年）勅して大興心宗禅師の号を賜い、1500年（明応9年）瑞龍寺済北院で没した。後に仏徳広通国師と諡された。
天従宗受・西川宗洵・仁済宗恕・玉浦宗珉・寿岳宗膨・瑞翁宗縉・独秀乾才・興宗宗松の8人の法嗣を「悟渓下八哲」と呼び、濃尾地方に広くその法を遺した。また、残されたその法語は後に『虎穴録』としてまとめられた。
悟渓宗頓の誕生の宅跡にその遺跡を保存するために建立された悟渓寺は、「悟渓屋敷」として扶桑町指定文化財（史跡）に指定されているほか、悟渓宗頓の名は扶桑町立山名小学校の校歌で歌い継がれている。

## 参考資料
- 『新版禅学大辞典』[要文献特定詳細情報]
- 『妙心寺 650年の歩み』[要文献特定詳細情報]
- 扶桑町教育委員会、扶桑町史編集委員会『扶桑町史 上』扶桑町、1998年。
- 扶桑町教育委員会、扶桑町史編集委員会『扶桑町史 下』扶桑町、1998年。